# Ovalipes ocellatus
Az Ovalipes ocellatus a felsőbbrendű rákok (Malacostraca) osztályának tízlábú rákok (Decapoda) rendjébe, ezen belül a Polybiidae családjába tartozó faj.
Az Ovalipes ráknem típusfaja.

## Előfordulása
Az Ovalipes ocellatus előfordulási területe az Atlanti-óceán nyugati felének az északi részén van, azaz Észak-Amerika keleti partjainál. Ez a rövidfarkú rák a Kanadához tartozó Új-Skócia-i Szent Lőrinc-öböltől kezdve az Amerikai Egyesült Államokbeli Floridáig sokfelé megtalálható.

## Életmódja
Az öblök és torkolatok tengerpart menti részein él. Az élőhelyén levő sötétcápák (Carcharhinus obscurus) egyik fő táplálékforrását képezi.